# عكاشة (اسم)
عكاشة هو اسم علم مذكر من أصل عربي، ومعناه هو العنكبوت، بيت العنكبوت، ويجوز تشديد الكاف وعكاشة العمي ( ت نحو 175هـ) شاعر فحل من العصر العباسي.

## شخصيات تحمل الاسم
- عكاشة بن عبد الصمد العمي
- عكاشة بن محصن (صحابي من صحابة النبي محمد صلى الله عليه وسلم، – 633)

## وصلات خارجية
- موسوعة السلطان قابوس لأسماء العرب نسخة محفوظة 5 أبريل 2019 على موقع واي باك مشين.